# Imamu Mayfield
Pour les articles homonymes, voir Mayfield.
Imamu Mayfield est un boxeur américain né le 19 avril 1972 à Freehold, New Jersey.

## Carrière
Passé professionnel en 1994, il devient champion du monde des lourds-légers IBF en battant aux points Uriah Grant le 8 novembre 1997 mais s'incline dès sa deuxième défense contre son compatriote Arthur Williams par arrêt de l'arbitre à la 9e reprise le 30 octobre 1998.